# Nyctemera latistriga
Nyctemera latistriga là một loài bướm đêm thuộc phân họ Arctiinae, họ Erebidae.